# Barbery (Calvados)
Barbery é uma comuna francesa na região administrativa da Normandia, no departamento Calvados. Estende-se por uma área de 8,62 km². Em 2010 a comuna tinha 840 habitantes (densidade: 97,4 hab./km²).